# Deus Ex: Human Revolution

Schermata di gioco

Deus Ex: Human Revolution è un videogioco action RPG del 2011, prequel del pluripremiato Deus Ex, è stato il primo ad aver avuto il doppiaggio italiano. È stato pubblicato per PlayStation 3, Xbox 360 e Microsoft Windows il 23 agosto 2011 negli Stati Uniti e il 26 agosto 2011 in Europa. Il 25 ottobre 2013 viene pubblicata una versione migliorata per Wii U, PC, PS3 e Xbox 360 che propone nuovi contenuti e nuove caratteristiche. È seguito da Deus Ex: Mankind Divided, pubblicato nel 2016.
Il gioco è stato sviluppato da Eidos Montreal, in co-produzione con Square Enix, che è responsabile per le sequenze CG e la pubblicazione.

## Trama
Il gioco si colloca cronologicamente prima di Deus Ex e Deus Ex: Invisible War, per la precisione nell'anno 2027 (Deus Ex è ambientato nell'anno 2052) quando la tecnologia degli aggiornamenti biomeccanici era ancora agli albori. Il protagonista, Adam Jensen, lavora per un'azienda americana impegnata in questo tipo di ricerca, le Sarif Industries, con sede a Detroit. 
Il gioco ha inizio quando la sede centrale delle Sarif industries subisce un raid militare da un gruppo di terroristi sconosciuti, con l'obiettivo di prendere possesso delle ricerche condotte dal capo degli scienziati della società, Megan Reed. Durante l'attacco Jensen viene mortalmente ferito, ma riesce a sopravvivere grazie a un tempestivo intervento chirurgico che lo trasformerà in un "potenziato". Passati sei mesi di riabilitazione, dopo aver ricevuto braccia, gambe e cavità toracica cibernetiche, Adam viene riammesso in servizio, con l'obiettivo di identificare i responsabili dell'attacco.
La sua prima missione consiste nell'affrontare il capo della Setta Purista Antipotenziamento, Zeke Sanders, che ha preso d'assalto un magazzino delle Sarif. Durante la missione Jensen scopre un hacker potenziato mentre cerca di sottrarre codici di accesso delle Sarif, il quale però si suicida prima di rivelare la sua identità. Dopo aver affrontato Sanders (il quale afferma di non sapere dell'hacker) Jensen si reca all'obitorio della stazione di polizia per recuperare l'hub neurale dell'hacker e scoprire la sua identità. I nuovi indizi raccolti conducono il protagonista presso uno stabilimento della FEMA, dove incontra i terroristi responsabili dell'attacco, combattendo alla fine contro un supersoldato di nome Barrett, il quale in punto di morte rivela una pista riguardo alla Cina e alla città di Hengsha.
Adam viene quindi spedito in Cina per seguire gli indizi lasciatagli da Barrett, dove scopre l'identità di un misterioso hacker ricercato dalla Belltower Associates, società militare privata, che ha perquisito l'abitazione dell'hacker per ucciderlo. Jensen identifica l'hacker come Arie Van Bruggen, rifugiatosi presso Tong SI Hung, uno dei capi della Triade, per scampare alla BellTower. Il protagonista incontra Van Bruggen, che gli rivela di aver manipolato l'hacker infiltrato Purista allo stabilimento Sarif, all'improvviso Van Bruggen viene scovato dalla Tai Yong Medical, società biotecnologica per la quale aveva sottratto i codici delle Sarif e che ora sta commercializzando nuovi chip cibernetici, che cerca di ucciderlo; l'hacker quindi incarica Jensen di recuperare un filmato nella sede della Tai Yong, il quale avrebbe incriminato La stessa società, mostrata nel video insieme ai terroristi. Adam quindi, raggiunta la torre superiore, recupera il video, il quale costituisce una prova del coinvolgimento della Picus, il maggiore canale di informazione del pianeta. Giusto alla sede della Picus Adam scopre che il direttore della Picus Eliza Cassan è in realtà un supercomputer dotato di IA, che protegge gli interessi della TYM manipolando l'opinione pubblica con notizie distorte. Qui Jensen affronta Yelena Fedorova, membro dell'organizzazione terroristica dell'attacco alle Sarif e agente speciale della Belltower. Dopo aver eliminato Fedorova Jensen ottiene da Cassan un file che mostra il coinvolgimento del Fronte Umanitario nel rapimento di Megan Reed, in particolare di Isaias Sandoval, vicepresidente, e fratello di Zeke Sanders.
Il protagonista si reca quindi presso la conferenza stampa del Fronte Umanitario a Detroit, accusando Taggart di essere responsabile del rapimento degli scienziati. Taggart si discolpa e convince Adam a recarsi dal vero responsabile del rapimento, Sandoval, il quale afferma di aver modificato l'impianto GPS degli scienziati per renderlo non identificabile dai satelliti. David Sarif, capo delle Sarif Ind, riesce a individuare un segnale dell'impianto GPS di uno degli scienziati, Sevchenko, quindi invia il protagonista nuovamente ad Hengsha per salvarlo. Qui Jensen si incontra nuovamente con Tong, il quale fa comprendere ad Adam che Sevchenko è morto. A questo punto Tong tenta di far fuggire Jensen, ora ricercato della Belltower, da Hengsha, indirizzandolo verso un porto dove si sarebbe dovuto nascondere in una nave cargo diretta in una località sconosciuta. Qualche giorno dopo Jensen raggiunge Singapore, in una base della FEMA, dove trova gli scienziati delle Sarif rapiti, compresa Megan Reed. Con una mossa d'astuzia Adam riesce a mettere in salvo gli scienziati. Durante l'incontro di Adam con Megan, Hugh Darrow attiva il segnale da lui modificato che porta alla pazzia e alla morte migliaia di potenziati dotati del nuovo chip della TYM. Jensen si reca quindi nel complesso di Panchaea, per fermare Darrow e il progetto Hyron, un enorme supercomputer quantico in grado di manipolare il segnale di Darrow. Qui Adam trova Zhao connessa al supercomputer, la quale tenta di cambiare il segnale secondo le direttive degli Illuminati, i quali non volevano uccidere i potenziati ma solo renderli inoffensivi.
Alla fine dell'ultima missione, dopo aver sconfitto Zhao, Jensen dovrà scegliere un messaggio da inviare all'umanità tramite Eliza, per porre così ordine nel mondo e decidere le sorti del biopotenziamento, oppure affondare Panchaea e cancellare le prove del progetto Hyron. Ogni messaggio rappresenta una verità da mostrare al genere umano e quindi una strada da percorrere nel futuro e quindi un finale del gioco.
Il primo messaggio è rivelato da Hugh Darrow nella sala controllo di Panchaea, che vuole eliminare la tecnologia dei potenziamenti pur essendone il creatore. Il secondo e il terzo messaggio sono facoltativi e sono disponibili solo dopo aver salvato Taggart e Sarif dall'assalto dei potenziati impazziti. Uno dichiara di essere favorevole alla ricerca scientifica che rispetti i diritti umani e civili, mentre l'altro è propenso per uno studio sui biopotenziamenti senza limiti di sorta, sacrificando le persone negli esperimenti se necessario. L'ultima possibilità che ha Jensen è affondare Panchea, per cancellare le prove dei piani degli Illuminati e per non manipolare il destino dell'umanità.

## Modalità di gioco
In Deus Ex: Human Revolution è presente, come in molti altri videogiochi, la ricarica automatica della salute, che conferisce la possibilità di subire danni per un limitato periodo di tempo prima di mettersi al riparo. Questa caratteristica evita al giocatore di setacciare interi scenari alla ricerca di pacchetti medici e cibo, come accadeva nel primo capitolo della serie, anche se è possibile curarsi istantaneamente con gli ipostimolatori. Inoltre è presente la suddivisione dell'energia in celle energetiche, le quali permettono di sfruttare le proprie abilità di potenziato. È stata introdotta anche la modalità HACKER, dove è possibile violare terminali e mainframe di computer per disattivare sistemi di sicurezza e robot. In questo gioco non è presente una campagna con una storia lineare bensì un intreccio dove le decisioni prese durante la partita influiranno su tutto il corso della storia, infatti le proprie scelte causano conseguenze precise ed effetti nell'evoluzione del gioco.
La possibilità del giocatore di migliorare i propri innesti cibernetici mediante i Kit Praxis consente diverse tecniche per affrontare situazioni e nemici, anche se poi è necessario fare una scelta, poiché non sarà possibile potenziare al massimo tutti gli innesti. I potenziamenti sono:
- Potenziamenti Cranio
  - Radar potenziato: consente di identificare i nemici sul radar fino a 50 metri
  - Hacking - cattura: permette di violare terminali fino al livello 5 e di controllare torrette e robot nemici
  - Hacking mimetico: diminuisce le probabilità di venire intercettato durante l'hacking
  - Hacking - fortifica: fornisce un punto al grado di un nodo
  - Analisi in fase di Hacking: permette di calcolare le probabilità di venire scoperto e di analizzare gli archivi prima di catturarli
  - Innesto sociale: permette di analizzare il carattere e l'umore dell'interlocutore per convincerlo a cedere alle tue richieste, utilizzando anche dei feromoni
  - Potenziamento furtività: permette di controllare i movimenti dei nemici e di vedere i coni visuali degli avversari
- Potenziamenti Torace
  - Birespiratore innestato: consente di resistere ai gas tossici e aumentare la durata dello scatto
  - Convertitore energetico Sarif serie 8: aumenta il numero di celle energetiche e velocizza la loro ricarica
  - Sistema di centrifuga Typhoon: un innesto che permette il lancio e la detonazione a 360 gradi di sfere metalliche esplosive, che neutralizzano i nemici in un raggio di 5 metri
  - Sistema sanitario Sentinel RX: rigenera salute
- Potenziamenti Schiena
  - Sistema di atterraggio Icarus: permette di lanciarsi da qualsiasi altezza senza subire danni
  - Potenziatore di riflessi: utile per l'abbattimento simultaneo di due nemici nel combattimento corpo a corpo
- Potenziamenti Braccia
  - Innesto braccia cibernetiche: con essi si possono sollevare oggetti pesanti e aumentano le dimensioni dell'inventario, permettono l'abbattimento di muri indeboliti.
- Potenziamenti Gambe
  - Innesto gambe cibernetiche: aumentano la velocità e l'altezza dei salti, permettono di camminare e correre silenziosamente.
- Potenziamenti Pelle
  - Armatura dermica Rhino: diminuisce notevolmente i danni subiti da armi da fuoco e granate a frammentazione e rende immuni dai danni provocati da impulsi elettromagnetici e da elettricità
  - Sistema mimetico: permette di diventare temporaneamente invisibili, la durata dell'invisibilità dipende dal numero di celle energetiche cariche e dal livello di aggiornamento del Sistema.
- Potenziamenti Occhi
  - Sistema di protesi retinica: sopprime il bagliore dovuto alle granate accecanti e permette la visione attraverso le pareti.

Buona parte degli innesti consumano una certa quantità di energia dalle celle energetiche che possono essere ricaricate con barrette proteiche, anche se la prima cella si ricarica automaticamente.

### Armi e potenziamenti
Deus Ex: Human Revolution offre un'ampia gamma di armi, tutte in grado di essere potenziate con specifici miglioramenti, soddisfando i bisogni dei giocatori più accaniti e amanti degli sparatutto. Ogni arma occupa un preciso spazio nell'inventario, quindi non sarà possibile portarle tutte insieme, anche perché le munizioni richiedono anch'esse dello spazio.
- Pistola Zenith 10mm: classica pistola automatica, può essere potenziata con silenziatore, puntatore laser e proiettili perforanti.
- Pistola mitragliatrice Hurricane TMP-18: pistola mitragliatrice simile a un Uzi. Può essere potenziata con silenziatore, puntatore laser, e un dispositivo che consente di direzionare automaticamente colpi alla testa.
- Fucile d'assalto FR-27 FSR: fucile d'assalto standard per la polizia e le forze di sicurezza. Potenziabile con silenziatore, puntatore laser e il dispositivo per il direzionamento dei colpi alla testa automatici.
- Fucile a pallettoni Widowmaker XT: Fucile a pompa molto potente, non supporta il puntatore laser ne il silenziatore, ma un sistema di fuoco a doppio colpo.
- Fucile di precisione Longsword 202 ERASER: potente e preciso fucile di precisione, dà il massimo effetto se usato in copertura, ma la mancanza di un silenziatore rende difficile un impiego furtivo. Potenziabile con il puntatore laser.
- Fucile al plasma Hi-NRG arma che spara raffiche di plasma surriscaldato, molto potente, ma anche molto lenta e imprecisa. Può essere potenziata con un puntatore laser e un sistema di raffreddamento.
- Fucile Pesante M404 5.56mm: mitragliatore pesante gatling a tre canne, soggetto al surriscaldamento. Può essere potenziato con un puntatore laser e un sistema di raffreddamento.
- Balestra XBow XHII balestra leggera e silenziosa, permette di colpire un bersaglio senza farsi notare, consentendo un successivo recupero delle frecce (30%) . Potenziabile con un dispositivo di anticipazione del bersaglio.
- Lanciarazzi 329 MPRS lanciarazzi potente e preciso, ma molto ingombrante. Può essere potenziato con un tracciatore di calore.
- Revolver Diamond Back.357: rivoltella potente e precisa; potenziabile con proiettili esplosivi e puntatore laser.
- Fucile laser LS-66 Sabre: emette un fascio laser ad alta potenza
- Prime (P.E.P.S.): arma stordente ad ampio raggio che produce un'onda energetica che atterra più nemici in contemporanea.
- Pistola Stordente TND: simile a un TASER, utilizza pile energetiche monouso
- Fucile a dardi tranquillanti: lancia dardi che neutralizzano i nemici senza ucciderli. Potenziabile con un dispositivo che anticipa la posizione del bersaglio, facilitando il raggiungimento dei bersagli in movimento.

### Granate ed esplosivi
- Granata a frammentazione: la granata esplosiva classica che copre un'area di medie dimensioni, generalmente è letale per tutti nemici nell'area di azione della granata, tranne che per quelli particolarmente corazzati come i soldati pesanti.
- Granata a gas: una granata che libera un gas stordente che addormenta i nemici nell'area d'azione, può anche essere usata come fumogeno in quanto il gas impedisce di vedere oltre il raggio d'azione della granata.
- Granata Shock: essa libera un bagliore improvviso di luce molto intensa che acceca e in parte stordisce i nemici per qualche secondo.
- Granata EMP (Elettro-Magnetic Pulse): essa fornisce una scarica elettromagnetica che paralizza temporaneamente tutti coloro dotato di potenziamenti, sia meccanici sia mentali.
- Modulo base per mina: un modulo esplosivo combinabile con le altre granate per produrre mine dai diversi effetti. Essa si aggrappa alle pareti e rimane in stand by fino a quando il nemico passa nelle vicinanze.[9]

I potenziamenti, le granate e le armi possono essere acquistati presso venditori presenti in tutte le città del gioco, è da notare però che non tutti vendono la stessa merce. Alcune armi possono solo essere raccolte dai nemici, come il fucile laser o quello al plasma. Esistono inoltre due armi reperibili solo acquistando l'Explosive Mission Pack e i Tactical Enhancements:
- Fucile di precisione Longsword 202 ERASER con silenziatore: variante silenziata del fucile di precisione, dotata delle stesse caratteristiche.
- Lanciagranate: potente arma a medio raggio, spara delle granate a frammentazione che colpiscono in una vasta area.

## Personaggi

### Protagonista
Adam Jensen: (1993) le sue origini sono piuttosto sconosciute, anche se si sa che i suoi genitori naturali morirono in un incendio appiccato da loro nei laboratori biologici della White Helix, una sussidiaria della VersaLife, la corporazione che sta facendo profitto con la vendita della sostanza antirigetto creata da loro denominata Neuropozina. Divenne poliziotto di Detroit all'età di ventuno anni, quattro anni più tardi divenne agente SWAT. È assunto dalle Industrie Sarif come capo della sicurezza dopo l'esonero dal servizio in polizia, poiché rifiutò l'ordine di uccidere un ragazzo potenziato durante il cosiddetto "massacro di Mexicantown". Trasformato in un cyborg in seguito all'attacco delle Sarif, ha il compito di scoprire l'identità dei terroristi responsabili. Anche se potenziato mentalmente e fisicamente e quindi dotato di capacità superiori non può essere considerato un supereroe, bensì un uomo comune, in quanto deve farsi strada da solo in un mondo violento e fuori controllo, affrontando spesso pericoli più grandi di lui. La sua voce italiana è di Francesco Mei.

### Alleati
- David Sarif: (1970) discendente di una famiglia di immigrati di Boston. Salva la vita ad Adam trasformandolo in un cyborg. Egli è un convinto Transumanista e appoggia con tutti i mezzi la ricerca su esseri umani, inoltre è grande amico di Hugh Darrow. Fondò le Industrie Sarif nel 2007, risollevando l'economia di Detroit. La sua voce italiana è di Oliviero Corbetta.
- Francis Pritchard: (1991) programmatore informatico e capo della sicurezza del firewall delle Industrie Sarif. La sua voce italiana è di Gianluca Iacono.
- Faridah Malik: (2002) pilota militare, conduce il protagonista in giro per il mondo durante le sue missioni. La sua voce italiana è di Loretta Di Pisa.
- Megan Reed: (1995) scienziata delle Sarif rapita dai terroristi e creduta morta, scopritrice di una nuova combinazione genetica (grazie ai campioni di DNA di Adam Jensen) che renderebbe gli innesti cibernetici più sicuri e non soggetti al rigetto immunitario. La sua voce italiana è di Emanuela Pacotto.

### Nemici
- Jaron Namir: (1988-2027) agente speciale della Belltower e leader dei Tiranni, interamente potenziato. È lui che ha fatto quasi morire Jensen nell'attacco alle Industrie Sarif sei mesi prima oltre ad aver contribuito nella notte stessa al rapimento di Megan e il suo team. Ha legami con gli Illuminati, un'organizzazione segreta che manipola il mondo dal XVIII secolo. La sua voce italiana è di Claudio Moneta.
- Lawrence Barrett: (1992-2027) soldato pesantemente potenziato e uno dei responsabili dell'attacco alle Industrie Sarif, la sua mano sinistra si può trasformare in una mitragliatrice. La sua voce italiana è di Diego Baldoin.
- Yelena Fedorova: (2001-2027) donna russa originaria dell'Africa; soldato della Belltower specializzato in tattiche Stealth e membro del gruppo terroristico di Jaron Namir.
- Hugh Darrow: (1973-2027) inventore della tecnologia di biopotenziamento e premio Nobel, egli è uno dei pochi esseri umani che possiede un DNA totalmente incompatibile con i biopotenziamenti. Nel 2020 costruisce il progetto Panchaea per bloccare il riscaldamento globale. Alla fine diventerà il "cattivo", portando migliaia di potenziati alla pazzia grazie a una modifica del segnale creato dalla Squadra di Reed. Anche lui ha dei legami con gli Illuminati. Nella novella Deus Ex: Black Light che racconta gli avvenimenti dopo Human Revolution, viene confermato che Hugh Darrow è morto durante l'incidente di Panchea. La voce italiana è di Claudio Beccari.
- Zhao Yun Ru: (1985-2027) colloquialmente nota come la Regina Drago , è il CEO della Tai Yong Medical , una delle principali società di biotecnologie con sede a Hengsha , in Cina . Lei è anche un membro degli Illuminati , per il quale tenta di monopolizzare l'aumento del mercato utilizzando la sua stessa società Tai Yong Medical. La voce italiana è di Monica Bonetto.

### Neutrali
- William Taggart: (1972) fondatore del Fronte Umanitario per la lotta Antipotenziamento e uomo politico molto abile; fondò il FU dopo l'assassinio della moglie per opera di un tossico-potenziato. La sua voce italiana è di Marco Pagani.
- Tong Si Hung: (1968) uno dei capi della Triade, la mafia cinese, rivela ad Adam l'ubicazione dell'hacker olandese Van Bruggen. La sua voce italiana è di Diego Sabre.
- Eliza Cassan: (2001) giornalista e direttrice della Picus TV, rivelatasi invece enorme intelligenza artificiale durante la "visita" di Jensen a Montreal. La sua voce italiana è di Benedetta Ponticelli.
- Arie Van Bruggen: l'hacker che manovra l'infiltrato potenziato della Setta Purista mentre ruba i codici di accesso delle Industrie Sarif. La voce italiana è di Claudio Ridolfo.

### Personaggi secondari
- Isaias Sandoval: (1985) chirurgo e braccio destro di Taggart, opera gli scienziati delle Sarif per rendere non rilevabili i loro impianti GPS. La sua voce italiana è di Matteo Zanotti
- Zeke Sanders: (1990) fratello di Isaias Sandoval e leader della Setta Purista. La sua voce italiana è di Gabriele Calindri
- Tracer Tong: (2007) figlio di Tong Si Hung e anti-transumanista, viene liberato da Jensen durante la missione bonus del gioco. Nonostante il ruolo marginale in questo capitolo, sarà un personaggio molto fondamentale per la storia del primo Deus Ex e del suo seguito Deus Ex: Invisible War.
- Wayne Haas: (1990) compagno di Jensen nella SWAT, fu degradato da comandante SWAT e relegato a impiegato d'ufficio per aver abusato di pillole a causa del trauma per aver ucciso due anni prima degli eventi del gioco a Mexicantown il ragazzo potenziato al posto di Jensen, che rifiutò di eseguire l'ordine.[10] la voce italiana è di Oliviero Cappellini

## Ambientazioni e società
Il gioco si ambienta in un mondo futuro, scosso da gravi crisi economiche e profondi squilibri che dividono la società in tre parti: una di élite, composta da dirigenti di megacorporazioni, agenti governativi, diplomatici e dipendenti delle stesse corporazioni, un'altra formata perlopiù da senzatetto, mercenari, gruppi estremisti, punk e trafficanti di droga e armi e clan criminali. L'ultima parte è quella relativa all'insieme di organizzazioni mafiose, come la Triade cinese, che sopravvivono grazie allo sfruttamento sia della classe benestante sia della classe povera.
In Deus Ex: Human Revolution l'ambiente, le società e la miriade di associazioni e personaggi costituiscono un universo molto vasto. In primo piano vi sono le più importanti organizzazioni e aziende che controllano l'economia e l'opinione pubblica mondiale:
- Sarif Industries: società biotecnologica dedita alla progettazione, sviluppo e produzione di innesti bioelettromeccanici. Fu fondata da David Sarif nel 2007.
- Tai Yong Medical: altra società che sviluppa innesti di potenziamento, con sede ad Hengsha. Essa è il principale concorrente delle Sarif Ind. Il direttore e presidente è Zhao Yun Ru.
- Caidin Inc: concorrente delle Sarif e della TYM nelle tecnologie cibernetiche, specializzata in impianti ottici.
- Fronte Umanitario: principale associazione di attivisti antipotenziamento, fu fondata da William Taggart, il quale voleva onorare la morte della moglie per omicidio, uccisa da un tossico potenziato.
- Belltower Associates: principale azienda di contractor militari, ha accordi e contratti con il governo cinese per assicurare il controllo di Hengsha Bassa.
- Cliniche LIMB: strutture dove è possibile sottoporsi ad interventi di potenziamento e test sul rigetto degli innesti da parte dell'organismo.
- Setta Purista: associazione terroristica estremista per l'antipotenziamento che ha come leader Zeke Sanders.

Come sfondo vi sono poi associazioni clandestine e organizzazioni segrete di stampo massonico che tentano di dominare il mondo, come gli Illuminati e i Tiranni.

## Accoglienza
L'editore, a inizio settembre 2011, ha comunicato di aver venduto già 2 milioni di copie del gioco. Deus Ex Human Revolution ha ricevuto ottimi voti nelle recensioni, come 8,8 da Multiplayer.it, 9 da Spaziogames.it, 9 da vgnetwork.it e 9 da Gamesurf.
La rivista Play Generation diede alla versione per PlayStation 3 un punteggio di 94/100, apprezzando la trama entusiasmante, la totale libertà di azione e le meccaniche di gioco appaganti e come contro il fatto che non fosse graficamente eccezionale e che il periodo in cui fu pubblicato rischiava di farlo passare ingiustamente inosservato, finendo per trovarlo uno sparatutto con elementi di gioco di ruolo, appassionante per la libertà d'azione e la grande atmosfera. La stessa testata lo classificò come uno dei quattro migliori sparatutto che non si accontentava di essere uno sparatutto ed uno dei quattro migliori giochi usciti prima dell'autunno 2011.

## DLC
Ad ottobre 2011 è stato distribuito il primo DLC per Deus Ex: Human Revolution, ovvero L'Anello Mancante, il quale contiene un'aggiunta di circa 5 ore al gioco. Il DLC narra gli eventi che si svolgono durante i tre giorni di permanenza di Jensen sulla nave della Belltower. Sono inoltre disponibili altri due contenuti scaricabili per il gioco: l'Explosive Mission Pack e il Tactical Enhancement Pack che aggiungono nuove armi al gioco e il primo una missione bonus.

## Director's Cut Edition
Il 25 ottobre 2013 è stata pubblicata per PC, PS3, Xbox 360 e Wii U la versione Director's Cut del gioco che include la missione Tongs's Rescue e l'intero capitolo The Missing Link, integrati senza tagli nel flusso narrativo, così come tutti i bonus della campagna pre-order originale del gioco. Inoltre sono stati aggiunti 45 minuti di “making of video”, oltre 8 ore di commenti degli sviluppatori, la guida strategica e nuove feature.
I combattimenti con i Boss sono stati completamente migliorati e riprogettati con nuove meccaniche per supportare ciascuna delle colonne portanti del gameplay: Azione, Stealth e Hacking. Ulteriori potenziamenti includono il bilanciamento del gioco, una migliorata I.A e miglioramenti visivi.
Questa versione offre inoltre una serie completa di funzioni per il secondo schermo per il GamePad di Wii U, per Microsoft SmartGlass e per PlayStation Vita che fanno dell'interfaccia touchscreen, uno dei principali potenziamenti per l'hub neurale di Adam Jensen. Per PC è disponibile su Steam un upgrade per chi ha già il gioco base al costo di 9.99 euro e, nel caso si possegga oltre al gioco base anche il DLC The Missing Link il prezzo dell'upgrade scende a 3.99 euro. La versione macOS è stata rilasciata da Feral Interactive nell'aprile 2014.

## Sequel
Il 7 aprile 2015 è stato annunciato sulla rivista Game Informer il seguito del gioco, intitolato Deus Ex: Mankind Divided, uscito su PC, PlayStation 4 ed Xbox One.